# Mashkhur Jusup-moskee
De Mashkhur Jusup-moskee in de Kazachse stad Pavlodar is één van de grootste moskeeën in Kazachstan. Het werd na een jaar bouwen in 2001 geopend en biedt ruimte aan 1.500 gelovigen. De moskee is vernoemd naar de Kazachse dichter en historicus Mashchur Shusup (1858–1931).
De moskee heeft twee gebedsruimtes. De vrouwenkamer heeft een capaciteit van 300 personen en de mannengebedsruimte biedt plaats aan maximaal 1200 personen. De vier minaretten zijn elk 63 meter hoog en de koepel is 54 meter hoog. Als basis voor de constructie werd een achthoekige ster met een diameter van 48 meter gebruikt. De kroonluchter in de moskee, uitgerust met 434 lampen, is gemaakt in Tasjkent.
In het gebouw bevinden zich verder een school, een islamitisch cultureel centrum en een bibliotheek, een bioscoop en diverse andere ruimtes, waaronder een trouwzaal.